# Bringing Out the Dead
Bringing Out the Dead (titulada Vidas al límite en Hispanoamérica y Al límite en España) es una película estadounidense de 1999 dirigida por Martin Scorsese. En esta desquiciante historia, Scorsese indaga una vez más en los sórdidos recodos de Nueva York.

## Argumento
Frank Pierce trabaja como paramédico en el servicio nocturno de ambulancias de la ciudad de Nueva York. Rodeado de heridos y moribundos, Frank se mueve en un mundo urbano nocturno, y está quemado por los años que ha pasado intentado salvar la vida a los marginados de la sociedad. Los fantasmas de las personas que no ha podido salvar empiezan a atormentarle. No puede dormir por las noches e incluso intenta que le echen del trabajo. Al borde de la crisis vital, Frank conoce a Mary, la hija de un hombre al que ha tenido que asistir.

## Recepción

### Respuesta crítica
Según el crítico Roger Ebert, «Contemplar Bringing Out the Dead —contemplar, de hecho, cualquier film de Scorsese— es recordar que el cine puede tocarnos de forma inmediata, profundamente». Jordi Costa señaló: «una de las más ásperas, incómodas y perturbadoras obras del único director americano de su generación que no ha perdido ni coherencia, ni atrevimiento».

### Premios
El Círculo de Críticos de Cine de Florida galardonó la fotografía de Robert Richardson y el Sindicato de Cineastas Italianos valoró los diseños de producción de Dante Ferretti.

## Reparto
- Nicolas Cage ... Frank Pierce
- Patricia Arquette ... Mary Burke
- John Goodman ... Larry
- Ving Rhames ... Marcus
- Tom Sizemore ... Tom Wolls
- Marc Anthony ... Noel
- Cliff Curtis ... Cy Curtis
- Mary Beth Hurt ... la enfermera Constance
- Aida Turturro ... la enfermera Crupp
- Phyllis Somerville ... Mrs. Burke
- Arthur J. Nascarella ... el Capitán Barney
- Bronson Dudley ... un amigo de Mr. Oh
- Michael Kenneth Williams ... un traficante de drogas
- Queen Latifah ... la amada de Dispatcher (voz)
- Martin Scorsese ... Dispatcher (voz)